# Кочубей, Виктор Сергеевич
Князь Ви́ктор Серге́евич Кочубе́й (11 (23) октября 1860 — 4 декабря 1923) — русский генерал-лейтенант, адъютант наследника цесаревича Николая, начальник Главного управления уделов Министерства Императорского Двора и Уделов, один из членов-учредителей Императорского Православного Палестинского Общества.

## Биография

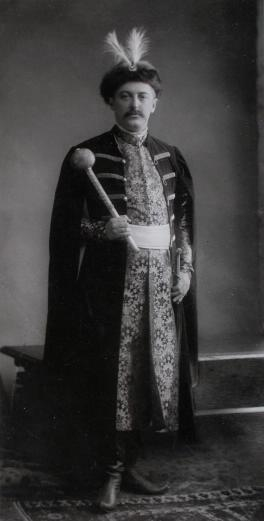
В одеждах полковника Войска Запорожского на костюмированном балу 1903 года

Сын князя Сергея Викторовича Кочубея (полтавского губернского предводителя дворянства) и графини Софьи Александровны (урожд. Бенкендорф) родился в Алупке 11 (23) октября 1860 года. Внук министра внутренних дел князя В. П. Кочубея и шефа Отдельного корпуса жандармов графа А. Х. Бенкендорфа, племянник нумизмата князя В. В. Кочубея.
Получил домашнее образование, в 1878 году выдержал офицерский экзамен при Михайловском артиллерийском училище. С 1879 года служил в Кавалергардском полку.
Чины: подпоручик (1879), корнет гвардии (1879), поручик (1885), штабс-ротмистр (1889), ротмистр (1894), флигель-адъютант (1894), полковник (1898), генерал-майор с зачислением в Свиту Его Императорского Величества (1899), генерал-адъютант (1909), генерал-лейтенант (1911).
Князь Кочубей был одним из крупнейших землевладельцев Полтавской губернии. В Петербурге жил в собственном особняке на Фурштатской улице, возведенном в 1908—1910 годах архитектором Мельцером.
В 1892—1894 годах состоял адъютантом наследника цесаревича Николая Александровича, сопровождал его в путешествии на Восток (1890—1891). В 1899—1917 годах возглавлял Главное управление уделов Министерства Императорского Двора и Уделов.

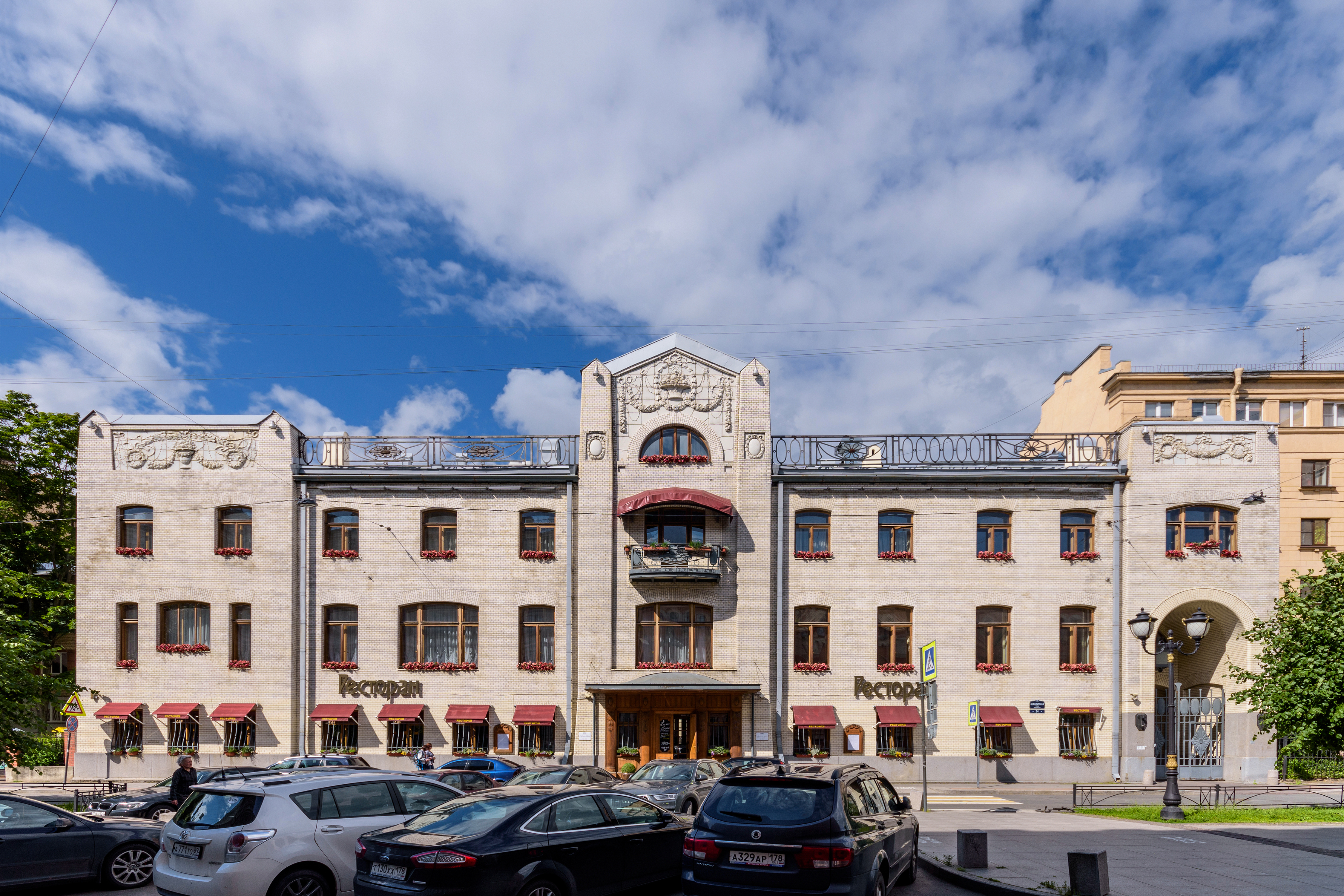
Особняк Кочубея на Фурштатской улице в Санкт-Петербурге

В 1910 году в Париже была опубликована книга князя Кочубея «Вооружённая Россия, её боевые основы», в которой он предпринял попытку «объективно оценить степень готовности России к будущей общеевропейской войне и перспективы участия в ней». При этом Виктор Сергеевич проявил себя как «незаурядный военный и государственный мыслитель», а его выводы о состоянии российской армии были подобны «пророчествам Кассандры.»
Арестовывался во время Февральской революции, был отпущен по приказу Керенского; 19 апреля 1917 уволился от службы по болезни и переехал в Киев, затем эмигрировал.
Лев Успенский в своих «Записках старого петербуржца» рассказывал, что для поездок на извозчике князь «выбирал самую страшную пролетку, самые еле живые санки, самого разнесчастного мужичонку (флюс и одного глаза нет!)».
Скончался 4 декабря 1923 года в немецком Висбадене. Похоронен на местном кладбище.

## Награды
Российской империи:
- Орден Святой Анны 3-й ст. (1896);
- Орден Святого Владимира 3-й ст. (1902);
- Орден Святого Станислава 1-й ст. (1904);
- Орден Святой Анны 1-й ст. (1907);
- Орден Святого Владимира 2-й ст. (1913);
- Орден Белого Орла (22.03.1915).

Иностранных государств:
- Орден Князя Даниила I 4-й степени (1889, княжество Черногория)[5]
- Орден Железной короны 3-й степени (1890, Австро-Венгрия)[5]
- Орден Спасителя офицерский крест (1890, королевство Греция)[5]
- Орден Восходящего солнца 4-й степени (1891, Японская империя)[5]
- Орден Сиамской короны офицерский крест (1892, королевство Сиам)[5]
- Австрийский орден Леопольда кавалерский крест (1893, Австро-Венгрия)[5]
- Орден Короны 3-й степени (1893, королевство Пруссия)[5]
- Орден Спасителя командорский крест (1893, королевство Греция)[5]
- Орден Восходящей звезды 2-й степени (1893, Бухарский эмират)[5]
- Орден Князя Даниила I 3-й степени (1894, княжество Черногория)[5]
- Орден Людвига рыцарский крест 1-го класса (1894, великое герцогство Гессен)[5]
- Орден Саксен-Эрнестинского дома рыцарский крест 1-го класса (1894, герцогство Саксен-Кобург и Гота)[5]
- Орден Почётного легиона кавалерский крест (1894, третья Французская республика)[5]
- Орден Двойного дракона 3-й степени 1-го класса (1896, империя Цин)[5]
- Королевский Викторианский орден 3-й степени (1896, Британская империя)[5]
- Императорский австрийский орден Франца Иосифа командорский крест со звездой (1897, Австро-Венгрия)[5]
- Орден Меджидие 1-й степени (1901, Османская империя)[5]
- Орден Непорочного зачатия Девы Марии Вила-Висозской большой крест (1901, королевство Португалия)[5]
- Орден Почётного легиона командорский крест (1902, третья Французская республика)[5]
- Императорский австрийский орден Франца Иосифа большой крест (1903, Австро-Венгрия)[5]
- Орден Тадж с бриллиантами (1906, Бухарский эмират)[5]
- Орден Меча командорский крест 1-го класса (1909, королевство Швеция)[5]
- Орден Искандер-Салис (1910, Бухарский эмират)[5]
- Орден Заслуг герцога Петра-Фридриха-Людвига большой крест (1910, герцогство Ольденбург)[5]
- Орден Белого орла большой крест (1911, королевство Сербия)[5]
- Орден Князя Даниила I 1-й степени (1912, княжество Черногория)[5]
- Орден Красного орла 1-й степени (1913, королевство Пруссия)[5]
- Орден Грифа большой крест (1913, великое герцогство Мекленбург-Шверин)[5]

## Семья

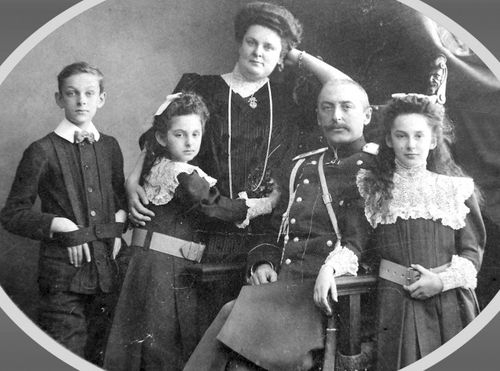
Князь В. С. Кочубей с женой и детьми

Жена (с 22 марта 1892 года) — княжна Елена Константиновна Белосельская-Белозерская (1869—1944), фрейлина двора (с 1888); дочь князя Константина Эсперовича Белосельского-Белозерского от брака с Надеждой Дмитриевной Скобелевой. По словам А. А. Мосолова, княгиня Елена Кочубей «по своим и мужа вкусам, не любила светской жизни, чувствовала себя лучше в историческом имении Кочубеев под Полтавою Диканьке и там принимала лишь близких друзей князя». Умерла в эмиграции в Париже. Их дети:
- Виктор (1893—1953), выпускник Пажеского корпуса, офицер Кавалергардского полка. В эмиграции во Франции, затем в США.
- Надежда (1894—1967), в замужестве за графом Иваном Дмитриевичем Толстым.
- Софья (1896—1920), с 1918 года замужем за полковником Георгием Степановичем Воеводским (1891—1954). В феврале 1920 года вместе с мужем выехала из Севастополя в Константинополь, где вскоре умерла от тифа.